# Średnie Duże
Średnie Duże [pronunciación en polaco: /ˈɕrɛdɲɛ ˈduʐɛ/] es un pueblo ubicado en el distrito administrativo de Gmina Nielisz, dentro del condado de Zamość, Voivodato de Lublin, en el este de Polonia. Se encuentra a unos 23 kilómetros al noroeste de Zamość y a 55 kilómetros al sureste de la capital regional Lublin.